# Льянос Мантека, Вирхилио
Вирхи́лио Лья́нос Манте́ка (1896, Сафра, Испания — 1973, Москва, СССР) — театральный суфлёр, профсоюзный деятель, член Испанской социалистической рабочей партии (ИСРП), активный участник гражданской войны в Испании, в дальнейшем политический эмигрант в СССР.

## Биография
Родился в Сафре в 1896 году. Работал суфлёром в одном из театров Мадрида. С 1923 года член Испанской социалистической рабочей партии. Неоднократно избирался президентом профсоюза суфлёров и директоров сцены. В 1929 году стал соучредителем профсоюзной федерации театральных деятелей в составе Всеобщего союза трудящихся Испании и был избран президентом этой федерации.
В феврале 1934 года вместе с младшим братом Лауреано организовал закупку оружия восставшим шахтёрам Астурии, за что разыскивался властями, был вынужден переехать во Францию, планируя получить политическое убежище в СССР. Однако Советский Союз отказал во въезде, — в то время Коминтерн не признавал иных рабочих партий, кроме коммунистических.
Вернувшись в Испанию, перешёл на нелегальное положение. В ходе восстания в Мадриде в 1934 году руководил одним из четырёх секторов восстания, а после его провала с помощью Елены Стасовой, — председателя ЦК Международной организации помощи революционерам (МОПРа) и члена контрольной комиссии Коминтерна, и Пальмиро Тольятти, члена Секретариата Коминтерна, выехал в Советский Союз. Несмотря на победу Народного фронта на выборах 1936 года Вирхилио Льянос Мантека не был амнистирован и продолжал оставаться в СССР.
Сразу с началом гражданской войны через Лондон и Париж он добрался до Барселоны, где вошёл в военно-политическую комиссию Объединенной Социалистической партии Каталонии, созданной немногим ранее путём слияния нескольких рабочих партий, включая ИСРП.

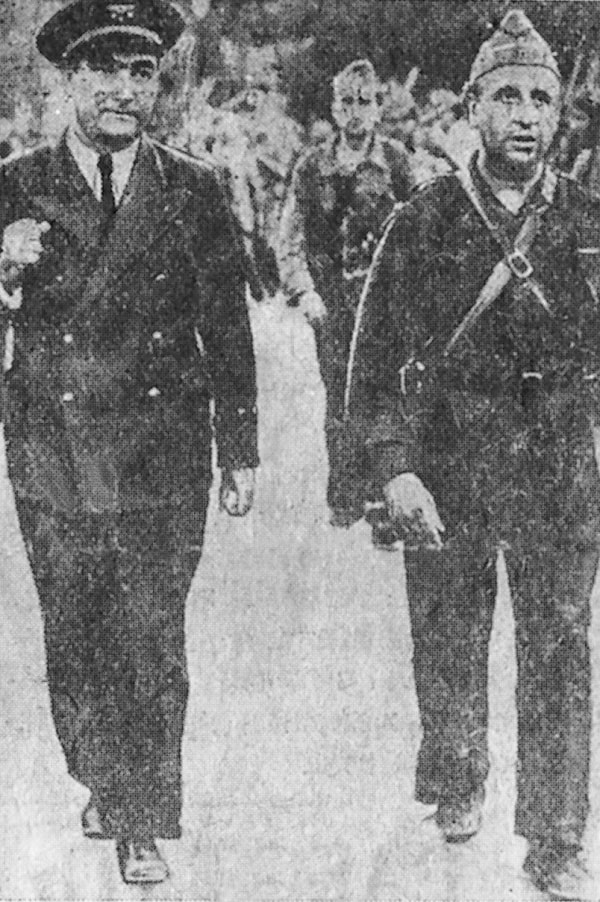
Каталонская колонна «Свобода» на улицах Мадрида перед отправкой на фронт. Слева капитан Альберто Байо, справа политкомиссар Вирхилио Льянос Мантека

Был комиссаром десантной колонны в ходе неудачной попытки захвата Майорки. В должности политкомиссара каталонской колонны «Libertad — Свобода», сформированной ОСПК, участвовал в обороне Мадрида. В качестве комиссара десяти сводных бригад принимал участие в битве при Хараме, где был ранен и контужен. Получив повышение до должности генерального комиссара Восточного фронта, несмотря на недавнее ранение, участвовал в наступлениях на Уэску, Бельчите и Сарагосу.
Был свидетелем обвинения в ходе судебного процесса против лидеров Рабочей партии марксистского единства.
Позднее был политкомиссаром сначала в XXI корпусе, затем в XII, вместе с которым отступал из Каталонии во Францию. Вновь перебрался в Республиканскую Испанию, был политкомиссаром частей, подавлявших мятеж в Картахене.
После окончания войны оказался в Алжире, где местные французские власти арестовали его и направили в концлагерь. После вмешательства СССР был освобождён, и в мае 1939 года вернулся в Советский Союз в качестве политэмигранта. После начала Великой Отечественной войны вместе с воспитанниками испанского дома для молодёжи был эвакуирован в Самарканд, где жил и работал до 1946 года. Работал театральным консультантом в Шекспировском кабинете московского Дома актера, помогал театральным труппам, ставившим пьесы испанских классиков. С 1950 по 1957 год он трудился испанским корректором в издательстве «Правда», а с 1957 года и до смерти — в издательстве «Прогресс». 
Похоронен в Москве , на Донском кладбище.

## Семья
В 1923 году женился на театральной актрисе Франсиске Мас Рольдан. Начало Гражданской войны в Испании разлучило супругов на долгие годы. В следующий раз они встретились лишь в 1968 году в Москве.
У четы было трое детей, в 1938 году они вместе с многими другими детьми терпящих поражение республиканцев были вывезены в СССР.
- Кармен — во время Великой Отечественной войны находилась в блокадном Ленинграде, а в 1942 году была эвакуирована по дороге жизни. Однако группа испанских юношей и девушек, направленная на Северный Кавказ, в которую входила и Кармен, была захвачена стремительно наступавшими немецкими войсками, которые отправили их в Испанию как «освобождённых от красных»[4].
- Вирхилио (1925—2014) — в СССР окончил Московский энергетический институт, работал инженером на строительстве Куйбышевской ГЭС, строил ТЭС на Кубе, несколько лет возглавлял крупный трест «ГлавЮгПромСтрой», заслуженный строитель РСФСР, кавалер ордена Ленина. В 1992 году вернулся в Испанию[4].
- Карлос — в СССР стал режиссёром-кинематографистом, после договора с Испанией о репатриации в 1956 году годах возвратился на родину. Однако из-за преследований франкистскими властями уже в 1960-м был вынужден эмигрировать во Францию[4].